# Pocket Rockers
Pocket Rockers fue una marca de estéreos personales fabricada por la juguetera  Fisher-Price lanzado a finales de la década de 1980, enfocada a los niños de primaria .  Reproduce una cinta magnética patentada de casete miniatura (imita a una versión más pequeña del casete de 8 pistas ), comercializada exclusivamente por Fisher-Price. Diseñado para ser un accesorio de moda como un reproductor de música, estos dispositivos causaron furor entre los jóvenes que incluso fueron prohibidos en algunas escuelas durante un breve periodo.

## Tecnología de grabación

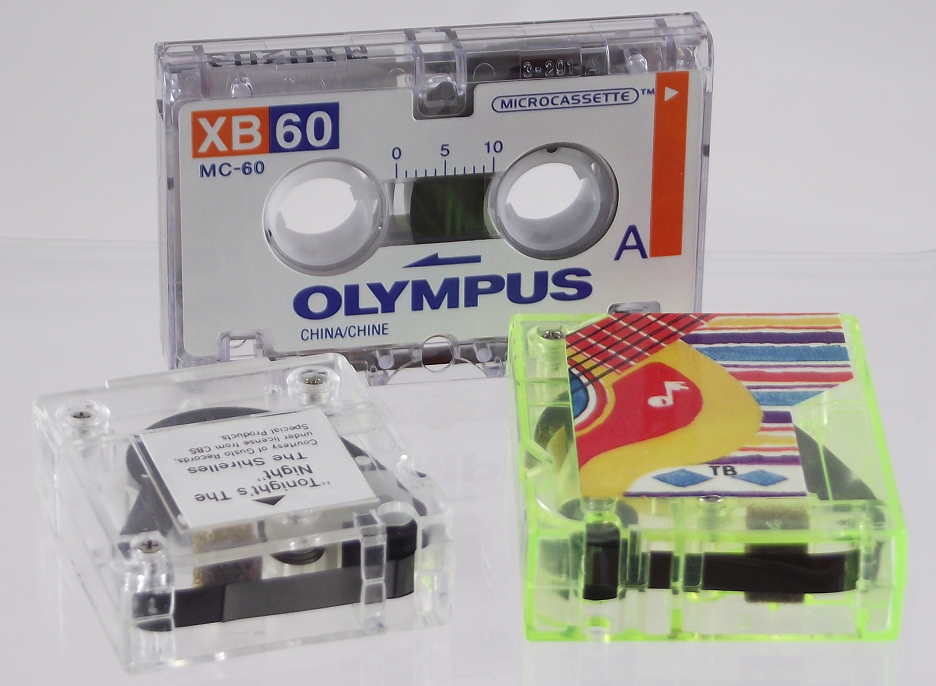
Microcartucho, Pocket Rockers y microcassette de Bandai

Dentro del cartucho Pocket Rockers, el mismo 3.81 utiliza una cinta magnética  de 0,150 mm (mm) el mismo tipo que se usa con el casete compacto, funcionando a la misma velocidad cinta.  pulgadas por segundo . Las dos pistas contienen una grabación mono, y el reproductor cuenta con un interruptor para seleccionar las dos pistas disponibles. Un pequeño botón en la parte frontal controla el volumen, y en el lateral hay una toma de auriculares y un control deslizante para expulsar la cinta. 
Al rebobinar la cinta en un casete compacto, la grabación se reproduce al revés. Las dos pistas inferiores no se utilizaron. El cabezal de la cinta es un cabezal de reproductor de casete compacto montado en la parte inferior superior.  cartucho es una cinta sin fin, basado en una tecnología inventada por Bern ard Cousino, funciona mediante un cabrestante accionado por una banda elástica. A diferencia de los casetes estándar, el rodillo de arrastre forma parte del casete, no del reproductor. 

## Lista de artistas y canciones destacados
† indica grabación no realizada por el artista original.
 
Bananarama
"I Heard a Rumour"
The Bangles†
"Walk Like an Egyptian" / "Manic Monday"
The Beach Boys
"Surfin' Safari" / "Surfin' U.S.A."
Beastie Boys
"(You Gotta) Fight for Your Right (To Party!)"
Chuck Berry
"Johnny B. Goode" / "Rock and Roll Music"
Bon Jovi
"Livin' on a Prayer" / "Runaway"
"Wanted Dead or Alive" / "You Give Love a Bad Name"
Boston
"Amanda" / "Can'tcha Say/Still In Love""
Breakfast Club
"Right on Track" / "Kiss and Tell"
Belinda Carlisle
"Heaven Is a Place on Earth" / "I Get Weak"
The Champs†
"Tequila"
Phil Collins
"Sussudio" / "Don't Lose My Number"
Cutting Crew
"(I Just) Died in Your Arms" / "I've Been in Love Before"
Danny & the Juniors
"At the Hop" / "Rock 'n' Roll Is Here To Stay"
Taylor Dayne
"Prove Your Love" / "Tell It to My Heart"
Exposé
"Let Me Be the One" / "Seasons Change"
The Fat Boys
"Wipe Out" / "Rock Ruling"
Genesis
"The Last Domino" / "Invisible Touch"
Debbie Gibson
"Shake Your Love" / "Only in My Dreams"
Bill Haley & His Comets
"Rock Around the Clock" / "Shake, Rattle and Roll"
Jan Hammer + Glenn Frey
"Miami Vice Theme" / "The Heat Is On"
Whitney Houston
"How Will I Know" / "The Greatest Love of All"
"I Wanna Dance with Somebody (Who Loves Me)" / "So Emotional"
Michael Jackson
"Bad" / "Beat It"
"Wanna Be Startin' Somethin'" / "Another Part of Me"
The Jets
"Cross My Broken Heart" / "You Got It All"
"Make It Real" / "I Do You"
LeVert
"Casanova" / "My Forever Love"
Huey Lewis and the News
"Doing It All for My Baby" / "The Power of Love"
"Hip to Be Square" / "The Heart of Rock & Roll"
Lisa Lisa and Cult Jam†
"Head to Toe" / "Lost in Emotion"
Kenny Loggins†
"Footloose" / "Danger Zone"
Los Lobos†
"La Bamba" / "Tequila"
Madonna†
"Who's That Girl?" / "Material Girl"
Mike + The Mechanics
"All I Need Is a Miracle" / " You Are the One"
Ray Parker Jr. + The Monkees
"Ghostbusters" / "(Theme From) The Monkees"
Tom Petty
"Don't Come Around Here No More" / :"So You Want to Be a Rock 'n' Roll Star"
Pretty Poison
"Catch Me (I'm Falling)" / "Nighttime"
David Lee Roth
"California Girls"
Bruce Springsteen
"Born in the U.S.A."/"Pink Cadillac"
Tears for Fears
"Shout" / "Everybody Wants to Rule the World"
Tiffany
"All This Time" / "Radio Romance"
"I Saw Him Standing There" / "Feelings of Forever"
"I Think We're Alone Now" / "Could've Been"
T'Pau
"Heart and Soul" / "China in Your Hand"
Wham!
"Wake Me Up Before You Go-Go"
Kim Wilde
"You Keep Me Hangin' On" /  "Say You Really Want Me"